# Rubén Camacho
Rubén Camacho Salas (nascido em 17 de outubro de 1953) é um ex-ciclista olímpico mexicano. Representou sua nação nos Jogos Olímpicos de Verão de 1976, na prova de corrida individual em estrada.